# Listă de actrițe - H
|  | Listă de actrițe \| \| Listă de actrițe - H \| Liste alfabetice de actori și actrițe \| Listă de actori A - B - C - D - E - F - G - H - I - J - K - L - M - N - O - P - Q - R - S - T - U - V - W - X - Y - Z |

## Actrițe - H
| - Käthe Haack (1897 - 1986) - Romy Haag (* 1948) - Margarete Haagen (1889 - 1966) - Annemone Haase (* 1930) - Cosma Shiva Hagen (* 1981) - Eva-Maria Hagen (* 1934) - Uta Hagen (1919 - 2004) - Liane Haid (* 1895 - 2000) - Sylvia Haider (* 1959) - Georgia Hale (1900 - 1985) - Jerry Hall (* 1956) - Linda Hamilton (* 1956) - Edith Hancke (* 1928) - Daryl Hannah (* 1960) - Marcia Gay Harden (* 1959) - Marte Harell (1907 - 1996) - Corinna Harfouch (* 1954) - Jean Harlow (1911 - 1937) - Angie Harmon (* 1972) - Valerie Harper (* 1939) - Julie Harris (* 1925) - Lilian Harvey (1906 - 1968) - Teri Hatcher (* 1964) - Heidemarie Hatheyer (1918 - 1990) | - Angelika Hauff (1923 - 1983) - Annette Haven (* 1954) - Goldie Hawn (* 1945) - Salma Hayek (* 1966) - Helen Hayes (1900 - 1993) - Susan Hayward (1917 - 1975) - Rita Hayworth (1918 - 1987) - Tippi Hedren (* 1930) - Wolke Hegenbarth (* 1980) - Ruth Hellberg (1907 - 1996) - Brigitte Helm (1908 - 1996) - Margaux Hemingway (1955 - 1996) - Mariel Hemingway (* 1961) - Audrey Hepburn (1929 - 1993) - Katharine Hepburn (1907 - 2003) - Irm Hermann (* 1942) - Trude Herr (1927 - 1991) - Barbara Hershey (* 1948) - Trude Hesterberg (1892 - 1967) - Jennifer Love Hewitt (* 1979) - Joan Hickson (1906 - 1998) - Margot Hielscher (* 1919) - Hilde Hildebrand (1897 - 1976) - Carola Höhn (1910 - 2005) | - Christiane Hörbiger (* 1938) - Jutta Hoffmann (* 1941) - Hannelore Hoger (* 1942) - Nina Hoger (* 1965) - Marianne Hold (1933 - 1991) - Judy Holliday (1921 - 1965) - Celeste Holm (* 1919) - Katie Holmes (* 1978) - Evelyn Holt (1908 - 2001) - Kristina von Holt (* 1972) - Marianne Hoppe (1911 - 2002) - Brigitte Horney (1911 - 1988) - Nina Hoss (* 1975) - Susanne Hsiao (* 1944) - Kate Hudson (* 1979) - Bonnie Hunt (* 1964) - Helen Hunt (* 1963) - Holly Hunter (* 1958) - Kim Hunter (1922 - 2002) - Isabelle Huppert (* 1953) - Elizabeth Hurley (* 1965) - Olivia Hussey (* 1951) - Anjelica Huston (* 1951) - Lauren Hutton (* 1943) |

## Actori
|  | Listă de actori \| \| Listă de actrițe \| Liste alfabetice de actori și actrițe \| Listă de actori A - B - C - D - E - F - G - H - I - J - K - L - M - N - O - P - Q - R - S - T - U - V - W - X - Y - Z |